# Братиславский град
Братиславский Град (словац. Bratislavský hrad) — центральный и самый важный замок в Братиславе, который многие века является неотъемлемой частью городской панорамы.
Монументальный Град, воссозданный из руин во второй половине XX века, символизирует больше тысячи лет словацкой истории, расположен на южном отроге Малых Карпат, на утёсе над левым берегом Дуная, у перекрёстка дорог международного значения. Град — одна из главных доминант города, входит в список национальных памятников культуры Словакии.

## История
Град восстановлен из забытья. Первый предшественник Братиславского Града на замковом холме возник примерно во время появления египетских пирамид (2-я пол. 3-го тысячелетия до нашей эры). Известным этот акрополь стал скорее во времена кельтов, чем в начале нашей эры. Во времена Римской империи, граница которой проходила по Дунаю, здесь стояло римское пограничное укрепление.
Развитие современного Града можно проследить со времён Нитранского княжества, когда на этом месте возникли многочисленные известные строения. Старейшие письменные свидетельства относятся к 907 году, они содержатся в Зальцбургских анналах. О временах Нитранского княжества и Великой Моравии свидетельствуют остатки базилики, обнаруженные на восточной стороне террасы IX века. Град упомянут и в известном письменном свидетельстве о Братиславе, относящемся к 907 году.
Из славянского княжеского Града постепенно, после многих перестроек и переделок, возник средневековый замок, который с середины XI века был и центром жупы. Он стал хранилищем коронационных регалий Венгрии, а позднее — коронационным замком, где короновали венгерских королей. По письменным свидетельствам, в первой четверти XIII века на высшей точке окрестностей была поставлена жилая башня с самостоятельным укреплением, которое до сих пор спрятано в массе так называемой коронационной башни. Жилая башня была найдена в результате археологических исследований, она обозначена на современной мостовой двора. В 1207 году (7 июля) в Братиславском замке — бывшей пограничной крепости Венгрии (сейчас столица Словацкой республики), родилась святая Елизавета Венгерская.
Костёл и препошство были в 1221 году перенесены в подградье. Оттуда история феодального центра начала своё самостоятельное развитие.
Современный вид монументального строения оформился при позднеготической перестройке во времена короля Сигизмунда Люксембургского, начатой в 1427 году. Изначально правильного прямоугольного вида сверху укрепления со дворцом, рыцарской залой, хозяйственными постройками, часовней и мощным внутренним укреплением и перекрытием над внутренним рвом вобрали в себя и остатки укрепления старой жилой башни. В 1431—1434 годах тут был построен большой двухэтажный дворец. На великолепие позднеготической архитектуры указывают хорошо сохранившиеся части окон, порталов и сводов, постепенно открывающиеся из-под слоёв позднейших перестроек и хорошо читаемые в современном оформлении. Сигизмундова перестройка пошла веками проверенным путём великоморавского и раннеготического укрепления и дополнила Град бастионами, входными воротами (названными в честь короля — Сигизмундовыми) и дорогой, идущей на юго-восток к дунайскому броду.
Современное расположение Града, который сверху представляет собой правильный четырёхугольник, внутри которого находится подворье, является следствием строительных тенденций времён ренессанса и раннего барокко. В отличие от ориентированной на Германию поздней готики, в строительных мероприятиях 1552 и 1639 годов участвовали итальянские мастера, которые приносили искусство своей родины и в северные страны. После перестройки Град стал местом коронации венгерских королей, которых турецкие войска изгнали из бывшего центра венгерского государства — Буды. Изменения тех времён дошли до нас только во фрагментах: расписанная стена, которая относится к середине XVI века, часть эркера залы на первом этаже, позолоченный пролёт прилегающей залы; но мы всё же можем получить представление о виде интерьеров Града в ту эпоху.

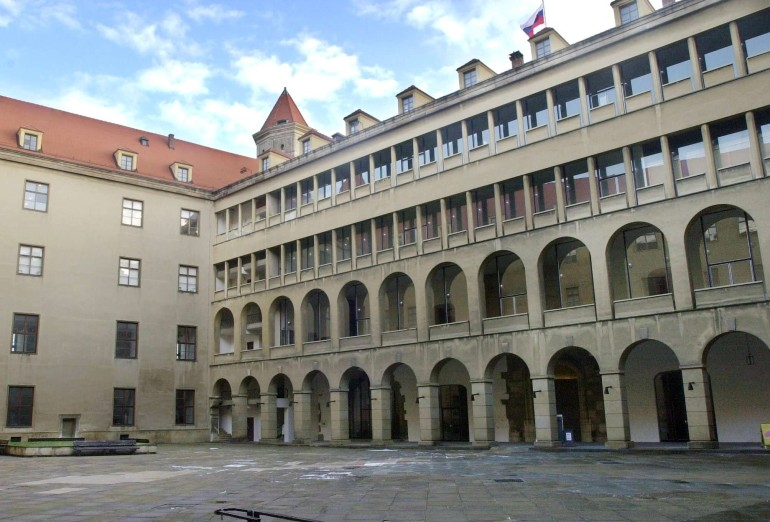
Внутренний двор града

Последняя большая перестройка, которая сменила назначение Града с укрепления на место расположения габсбургского королевского двора, произошла в 1750-60 годах по проектам известных европейских — французских, итальянских и австрийских — архитекторов Жадо, Пакасси, Мартинелли. Вскоре, в 1760 году, по проекту Гильдебрандта был построен ещё один дворец, так называемый Терезианум, в котором было отражено величие эпохи. В новом дворце разместились картинная галерея, библиотека и богатые собрания предметов искусства, преимущественно графического. В эпоху позднего барокко вид дворца совершенно изменился; это касается преимущественно расположения основных конструкционных элементов, например, лестниц, зал, часовни; все эти изменения были произведены в целях облегчения могущественного силуэта. Просторные помещения укрепления, изначально предназначенные для манипуляций с военной техникой и для обороны против неприятелей, были украшены французскими садами, дополненными садовой архитектурой, оранжереями, террасами, вольерами, летним и зимним манежем, конюшней, где содержались ценные породы лошадей с многолетними традициями. Концепция перестройки прилегающей к дворцу территории имела цель поставить Братиславский Град в один ряд с лучшими европейскими королевскими дворами. Несмотря на невыгодные и стеснённые условия, эта цель была достигнута с типичным барочным остроумием, особенно на дорогах, направляющих посетителя через ворота и двор с редкими и ценными деревьями к величественным залам.
Конец XVIII века стал временем упадка Братиславского Града как коронационного центра государства. После смерти Марии Терезии Иосиф II разместил тут учебный центр и семинарию католического духовенства. В те годы (1783—1790) писалась важная глава истории словацкого народа: сформировалась группа образованных людей, борющихся за народное просвещение. Во главе этого движения стал Антон Бернолак, первый кодификатор словацкого языка.
В 1811 году Град сгорел и, вопреки многочисленным попыткам улучшить его состояние, более 140 лет он простоял в руинах. Его новая история началась в 1953 году, когда приступили к его спасению и постепенному обновлению. Реконструкция Града проходила в 1953—1968 годах по проектам А.Пиффла и Д.Мартинчека. После обновления Град снова приобрёл тот вид, который имел в т. н. Терезианскую эпоху конца XVIII века.

## Внешний вид

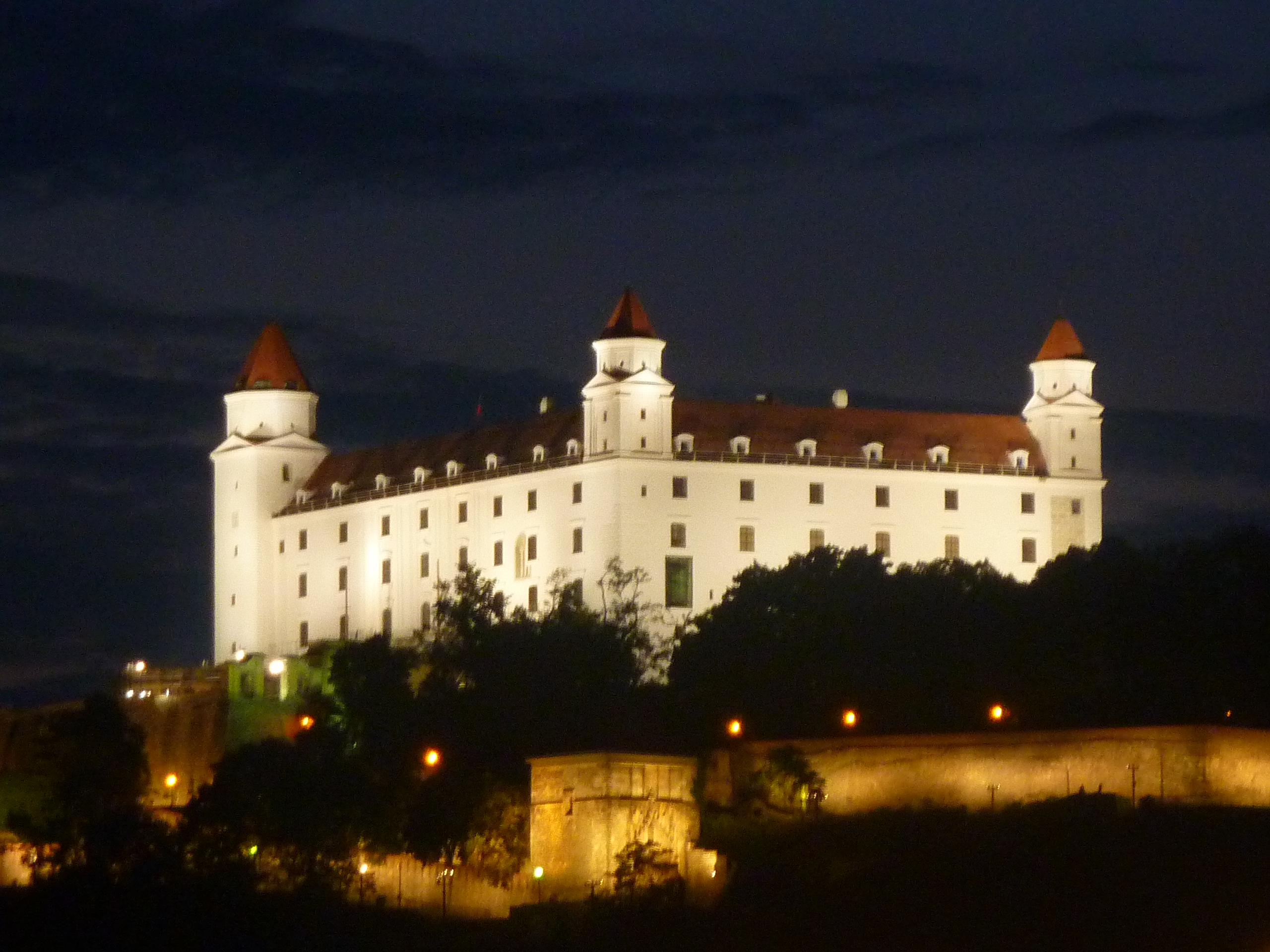
Братиславский Град ночью

В ансамбле Града доминирует могучее здание самого дворца, силуэт которого подчёркивают выступающая призма коронационной башни на юго-западной стороне и надстроенные над карнизом на трёх гранях крыши башни.
Во времена Сигизмунда появились большие окна, каменные порталы, выразительным элементом является готико-ренессанское укрепление с двумя бастионами, вход в которые изначально был через ворота в двух сторонах башни.
В полной мере сохранились Корвиновы ворота на южной стороне укрепления, которые вели к городу и мосту. Фасад и пролёты — одни из лучших образцов позднеготической архитектуры Словакии. Во времена ренессанса появилась интересная часть укрепления с бастионом и ренессансными, так называемыми Леопольдовыми воротами; остеклённый эркер на восточной стороне замка демонстрирует вид здания во времена барокко. Южная стена с лёгкой аркадой демонстрирует тогдашнее ренессансное строительство в современном оформлении. Терезианское барокко проявляется на фасаде, украшенном высоким рядом пилястров и балконом перед представительным крылом на первом этаже, что оптически облегчает тяжёлый массив средневекового здания. В то же время происходит и изменение оформления Венских ворот, ведущих к главному входу во дворец, окаймлённому двумя приземистыми зданиями и торжественными башнями, которыми была усилена архитектура двора. В ареале Града — отдельно стоящие или примкнувшие к градской стене здания в стиле барокко: хозяйственные здания и конюшни. Частью паркового устройства является сохранённый фундамент великоморавской базилики и дворца, подчёркивающий важность этого места для народной истории.

## Интерьер
Планировка Градского дворца сохранила элементы Сигизмундовой готики (рыцарская зада, эркер в аркаде) и Терезианского барокко. Для репрезентативных функций королевского барочного дворца характерны представительные архитектонические элементы, такие, как торжественные лестницы, занимающие собой целое крыло, и вестибюль. От ренессанса остались лишь фрагменты в юго-восточном углу с богатой росписью сводов и с растительными орнаментами на стенах бывшего эркера. Территория первого этажа служит представительским целям Словацкой народной рады. В федеральном зале в октябре 1968 года был подписан закон о Чехословацкой федерации. Эти торжественные помещения украшены целым рядом произведений видных современных мастеров словацкого искусства.

## Современное состояние
На территории дворца находятся экспозиции НР СР; а также историческое и частично археологическое отделения Словацкого народного музея. В Граде выставлены исторические экспозиции, содержащие ценные экспонаты народной истории с древности до наших дней (включая ценные археологические и нумизматические собрания), это общественная сокровищница народной культуры. Исторические экспозиции рассказывают как о развитии материальной и духовной культуры, так и о социальной и политической борьбе в Словакии. Со времён феодализма там находятся уникальные предметы искусств и ремёсел, документы о развитии городов и жизни населения. Богато представлена и новейшая история — от начала капитализма до настоящего времени; ценные экспонаты народного искусства; внимания заслуживают крупнейшее нумизматическое собрание Словакии и собрание музыкальных инструментов. Археологическая часть экспонирует ценные первобытные находки (палеолитическая Венера из Мораван, фрагмент черепа неандертальца из Шали, уникальный клад золотых драгоценностей эпохи бронзового века из Барцы, находки из могил в Новых Кошарисках, кузнечные и сельскохозяйственные инструменты кельтской эпохи в Плавецком Поградье), памятники римских времён (ценные стеклянные, серебряные и другие предметы с Зогора, Высокой-при-Мораве и Русовец). Стоят внимания и драгоценности славянско-аварского погребения в Девинской Новой Веси и уникальные находки времён великоморавского государства. Постоянная экспозиция археологических находок носит название Сокровища давнего прошлого Словакии. Экспозиция принадлежит общественности.
Зал славы — интересная экспозиция Исторического музея в Братиславском Граде. Она находится на втором этаже Града. Там выставлены все главные трофеи словацкого хоккея, включая бронзовую награду Чемпионата мира по хоккею 2003 года.
В новой пристройке в западной части Града находится канцелярия депутатов Народной рады Словацкой республики.

## Как добраться
Общественным транспортом: троллейбусная остановка «Град» находится недалеко от главных ворот. Пешком лучше всего идти от площади СНВ (Námestie SNP), через Жупную площадь (Župné námestie), далее по короткой Капуцинской улице (Kapucínská ulica) на Замоцку улицу (Zámocká ulica), и по ней — до Венских ворот (Viedenská brána), главного входа на территорию Града. Другой пеший путь к Граду идёт от Костёла св. Мартина — через Новый мост на Жидовскую улицу (Židovská ulica) и далее по улице Беблавего (Beblavého ulica) и Замоцкому спуску (Zámocké schody) к Сигизмундовым воротам (Žigmundova brána) с видом на Дунай, Новый мост и Петржалку.
Часы работы: круглогодично 9.00 — 17.00.

## Окрестности
С террасы перед главным фасадом Града открывается прекрасный вид на самый большой район Братиславы — Петржалку; с бывшей летней террасы, теперь винного погреба (на месте бывшей конюшни) — вид на Старый город с прилегающими новыми кварталами и на окрестности города.
У Братиславы, с её положением у подножия Малых Карпат, большие рекреационно-туристические возможности. Прямо из центра города и его районов идут трассы, прежде всего до Братиславского лесопарка и, мимо него, до Малых Карпат. В 7 километрах к северо-востоку расположена пригородная зона отдыха — Злате Пески (озеро, пригодное для купания и водных видов спорта).
Замки поблизости: Девин, Пайштун, Червени-Камень; дворец-усадьба Русовце.

## События
- 30 октября 1968 года здесь был подписан Закон о Чехословацкой федерации; так Братислава стала столицей Словакии.
- 3 сентября 1992 года была подписана Конституция Словацкой Республики.
- 24 февраля 2005 года прошёл саммит Словакия-2005, встреча президентов Джорджа Буша (США) и Владимира Путина (Россия).
- 16 сентября 2016 года  здесь прошла неформальная встреча глав государств-членов ЕС.